# ヴァイスマイン
ヴァイスマイン（ドイツ語: Weismain）は、ドイツバイエルン州北部オーバーフランケン行政管区のリヒテンフェルス郡に属する市。

## 地理

### 位置
全国的に知られた保養地であるヴァイスマインは、フレンキシェ・シュヴァイツ＝フェルデンシュタインの森自然公園の端に位置する。

### 市の構成
本市は、公式には37の地区 (Ort) からなる。このうち小集落や孤立農場などを除く集落を以下に列記する。
| - アルテンドルフ - アルンシュタイン - ブッケンドルフ - フェッセルスドルフ - ゴイテンロイト - ギーヒクレッテンドルフ - ゲーラウ - グロースツィーゲンフェルト | - カスパウアー - クラインツィーゲンフェルト - クラサッハ - モトシーデル - モーゼンベルク - ノイドルフ - ニーステン - シャンメンドルフ | - ゾイバースドルフ - ジーダムスドルフ - ヴァラースベルク - ヴァイデン - ヴァイスマイン - ヴォーンジヒ - ヴンケンドルフ |

## 歴史
ヴァイスマインは、800年頃のフルダ修道院の史料に初めて言及されている。

## 行政
市議会は、市長を含めて21議席。

## 文化と見所

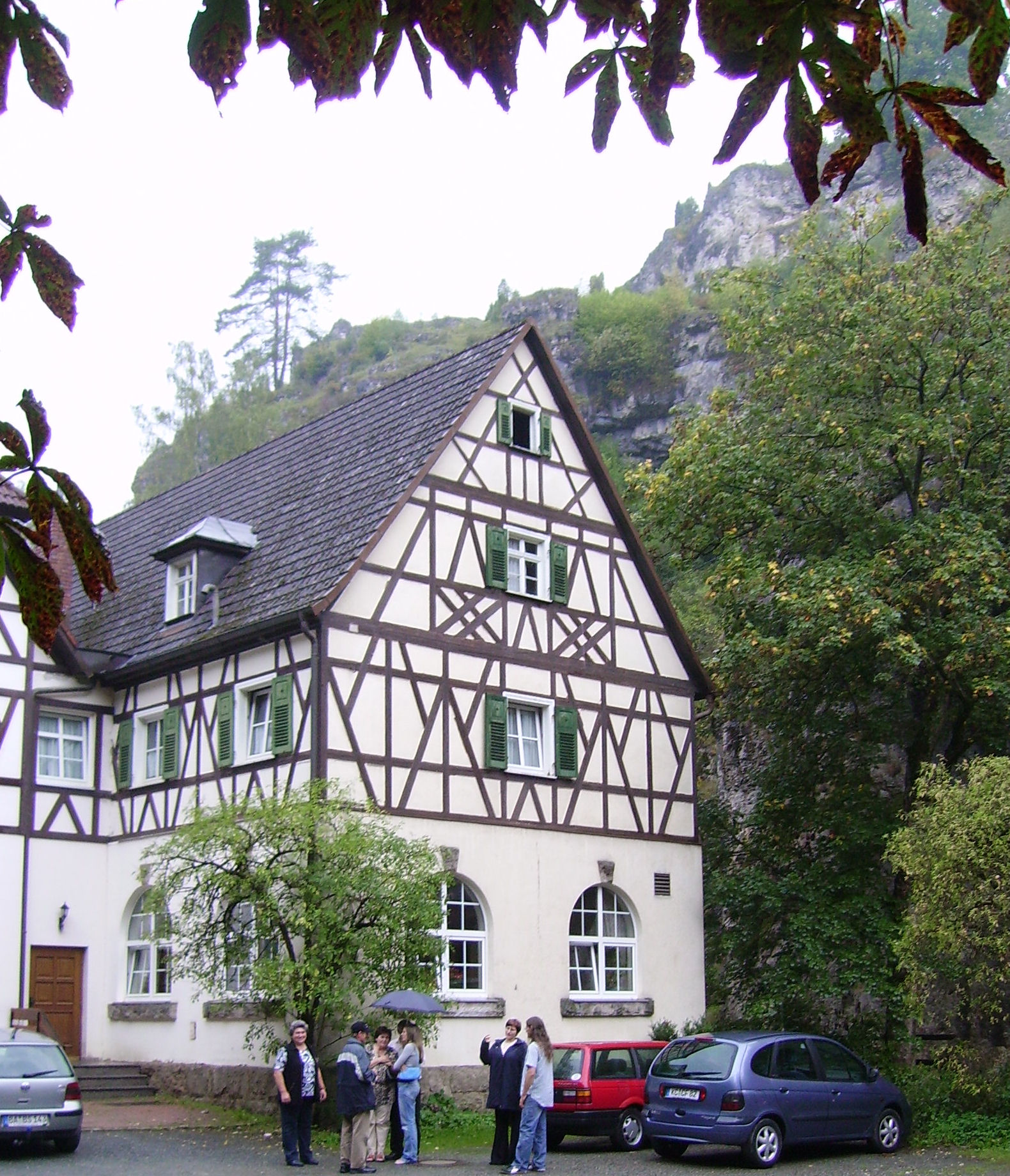
ヴァイハースミューレ

### 博物館
- カステンホーフの "NordJURA" 博物館

## 経済と社会基盤

### 交通
ヴァイスマインは、ドイツ玩具街道、ビールと古城街道（連邦道B85沿いの観光街道。古城街道とは別物。）沿いに位置している。

## 人物

### この街の出身者
- マウリティウス・クナウアー（1614年 - 1664年）修道院長、百年暦の制作者

## 引用
1. ↑  https://www.statistikdaten.bayern.de/genesis/online?operation=result&code=12411-003r&leerzeilen=false&language=de Genesis-Online-Datenbank des Bayerischen Landesamtes für Statistik Tabelle 12411-003r Fortschreibung des Bevölkerungsstandes: Gemeinden, Stichtag (Einwohnerzahlen auf Grundlage des Zensus 2011)
2. ↑  Bayerische Landesbibliothek Online